# اديحيا (اداوزايكو)
اديحيا هو دُوَّار يقع بجماعة إدا وكلول، إقليم الصويرة، جهة مراكش آسفي في المملكة المغربية. ينتمي الدوّار لمشيخة اداوزايكو التي تضم 8 دواوير. يقدر عدد سكانه بـ 278 نسمة حسب الإحصاء الرسمي للسكان والسكنى لسنة 2004.

## روابط خارجية
- البوابة الوطنية للجماعات الترابية
- المندوبية السامية للتخطيط